# 巴德·阿伯特
威廉·亚历山大·"巴德"·阿伯特（英語：William Alexander "Bud" Abbott，1895年10月2日—1974年4月24日），臺港澳粵星馬俗稱「高腳七」，是一位美国演员，電影監製和喜劇演員。

## 早年生活
阿伯特出生于新泽西州阿斯伯里帕克的一个演藝界家庭。他的父母在玲玲馬戲團工作。阿伯特在还是孩子时就辍学并开始在康尼島为父亲工作。后来，阿伯特开始安排滑稽戏表演之旅。但是在15岁的时候，阿伯特被麻醉诱骗到一艘开往挪威的船上，他最终以工作的方式回到美国，并在回归后搬到底特律。

## 个人生活

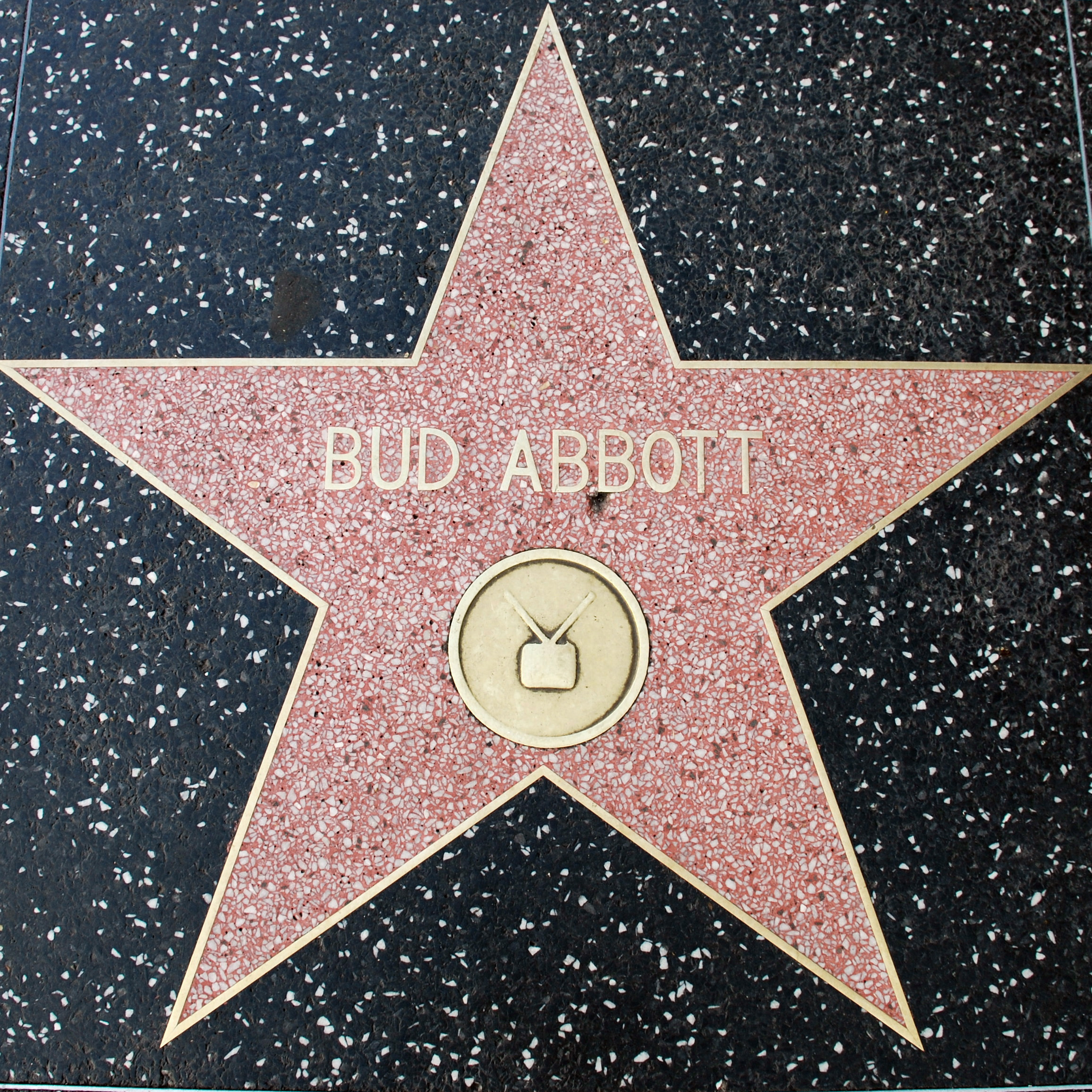
阿伯特因电视工作而获得好萊塢星光大道的星形奖章

巴德和Betty结婚55年。他们在1942年收养了Bud Jr.，1949年收养了Vickie。1997年1月19日Bud Jr.在57岁时去世。
阿伯特是活跃的共济会和圣地兄弟会的会员。巴德·阿伯特有三个星章在好萊塢星光大道上：广播之星位于好莱坞大道6333号，电影之星位于葡萄街1611号，电视之星位于好莱坞大道6740号。

## 去世
阿伯特一生一直被癫痫所困扰。20世纪60年代初，他遭受了一系列中風疾病。1972年，他摔伤了臀部。1974年4月24日阿伯特在78岁时因癌症在他洛杉矶的家中去世。1981年9月12日他的妻子Betty在79岁时去世。